# Erling Grönstedt

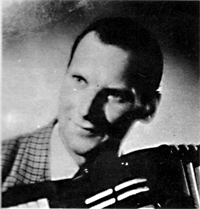

Bengt Gustaf Erling Grönstedt, född 21 mars 1923 i Bjärtrå församling,  Ångermanland, död 29 december 2012 i Härnösands domkyrkoförsamling, var en svensk dragspelare och kompositör.
Grönstedt debuterade som 11-åring och blev svensk juniormästare 1939. Han var först trumslagare och sedan klarinettist i Kungl. Västernorrlands Regementes Musikkår 1942-1945. Blev 1946 kapellmästare för Herbert Landgrens folkparksturné och reste därefter på otaliga turnéer. Han har medverkat i radio, första gången 1939, och på grammofon med egna och andras orkestrar. Erling Grönstedt är bror till dragspelaren Karl Grönstedt och de har ofta spelat tillsammans.

## Diskografi
- Antony (1950)
- Bettan (1950)
- Dansen på Svinnsta skär
- Månsken över Ångermanälven (1950)
- När näckrosen blommar (1951)

## Kompositioner
- Det gamla speluret
- Kaffetåren (1963), text Tore Lagergren